# 勒日克
勒日克（法語：Le Gicq，法語發音：[lə ʒik]）是法国滨海夏朗德省的一个市镇，位于该省东部，属于圣让当热利区。

## 地理
勒日克（45°55'54"N, 0°14'39"W）面积5.97 平方千米，位于法国新阿基坦大区滨海夏朗德省，该省份为法国西部滨海省份，北起旺代省，西临大西洋，南至吉倫特省，东南接多爾多涅省，东北接德塞夫勒省接壤，东临夏朗德省。
与勒日克接壤的市镇（或旧市镇、城区）包括：克雷塞、日布尔讷、尼河畔卢瓦雷、内雷、塞涅、莱图什德佩里尼。

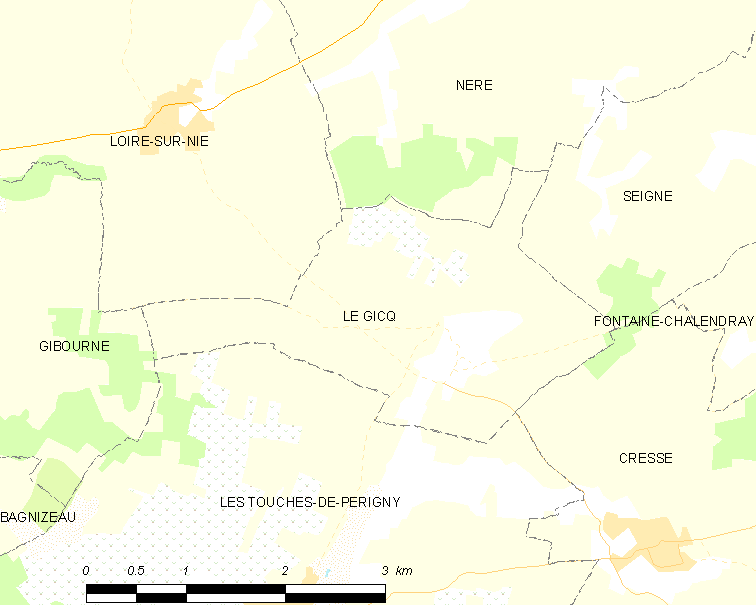
勒日克的OSM定位图

勒日克的时区为UTC+01:00、UTC+02:00（夏令时）。

## 行政
勒日克的邮政编码为17160，INSEE市镇编码为17177。

## 政治
勒日克所属的省级选区为马塔县。

## 人口

1962-2008年间勒日克人口变化图示

勒日克于2022年1月1日时的人口数量为119人。